# Rio Mulato (village)
Rio Mulato est un village du département de Potosí, en Bolivie, et le chef-lieu de la province d'Antonio Quijarro. Elle est située à 90 km au nord de Uyuni.

## Géographie
Le village de Rio Mulato est au pied du mont Khori Huarán à une altitude de 3 800 m et se trouve à une vingtaine de kilomètres au sud de la confluence du Río Marquéz et Río Mulato.